# Lignage Steenweeghs
Le Lignage Steenweeghs (Steenweghs ou Steenweghe) est l'un des sept Lignages de Bruxelles. 

## Armes
Ce lignage portait de gueules plain qui est Bruxelles, à cinq coquilles d'argent rangées en croix. Cimier : un buste de vieillard. Supports : deux griffons.

## Histoire
Le nom Uten Steenweeghs de ce lignage bruxellois signifie "de la Chaussée", ou en latin Via lapidea ou de Platea,   et ses origines sont très difficiles à reconstituer. 
Il semble cependant qu'un certain Esselinus, échevin de Bruxelles en 1204 soit l'ancêtre commun des familles Uten Steenweghe dit Esselen, mais aussi des familles nommées Uten Steenweghe ou de Platea, puis par la suite, van der Noot et Coninc.
En 1376, vingt-six personnes s'inscrivent au Lignage Steenweegs. Ces personnes appartiennent aux familles suivantes : Uten Steenweghe (cependant non représentée en 1376, même si l'on peut penser que les familles Esselen, van der Noot et Coninc sont toutes trois des Uten Steenweghe), van der Noot, van Molenbeke, Esselen, t'Seraerts, Thonys alias Wisselere, van Meldert, de Neve, Halfhuys, t'Servrancx, de Mol, van Buysinghen, de Leeu dit Coviers, van Sinte-Goericx, Moers, Neeuken, Hermans, van Hoencourt. Ces familles et leur descendance sont étudiées par François de Cacamp dans la série d'ouvrage Brabantica. 

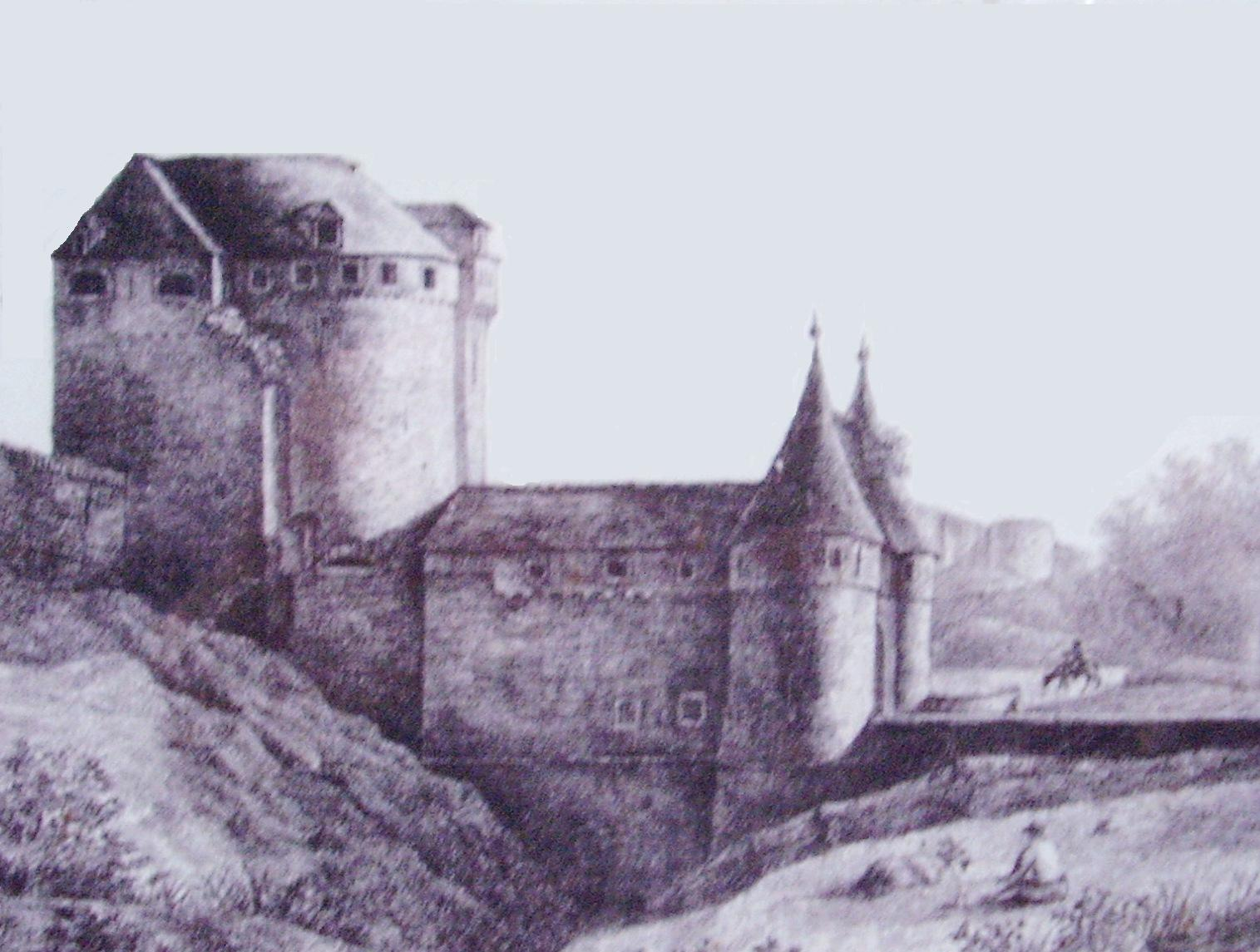
La porte de Louvain en 1612

Les registres d'admissions au Lignage Steenweeghs ont fait l'objet d'une publication en 1972. Cette publication mentionne d'abord les lignagers du Steenweeghs de 1376 jusqu'en 1411 au moins, puis donne quelques indications pour la période allant de 1570 à 1577, la période 1578 à 1677, un essai de reconstitution de 1678 à 1695 qui est la date du bombardement de Bruxelles par la soldatesque de Louis XIV, et enfin la période allant de 1696 à 1794, cette dernière date étant la suppression de l'ordre ancien par les révolutionnaires français. 
Pour les filiations lignagères plus récentes, l'on se référera au Manuscrit de Roovere, tel que transcrit et publié. Par ailleurs, l'ouvrage de Désiré van der Meulen sur les Lignages de Bruxelles tel que synthétisé dans la Liste et armorial des personnes admises aux Lignages de Bruxelles mentionne aussi ces Lignagers.
Enfin, notons que la porte de Louvain fut défendue en 1383 par le Lignage Uten Steenweghe, secondé en 1422 par la nation de Saint-Jean.